# Culicoides ardleyi
Culicoides ardleyi är en tvåvingeart som beskrevs av Tokunaga 1962. Culicoides ardleyi ingår i släktet Culicoides och familjen svidknott. Inga underarter finns listade i Catalogue of Life.